# 17508 Takumadan
17508 Takumadan è un asteroide della fascia principale. Scoperto nel 1992, presenta un'orbita caratterizzata da un semiasse maggiore pari a 2,3613400 UA e da un'eccentricità di 0,2218675, inclinata di 3,29912° rispetto all'eclittica.